# Panagrolaimus dentritophagus
Panagrolaimus dentritophagus är en rundmaskart. Panagrolaimus dentritophagus ingår i släktet Panagrolaimus och familjen Pangrolaimidae. Inga underarter finns listade i Catalogue of Life.